# 秋元松代

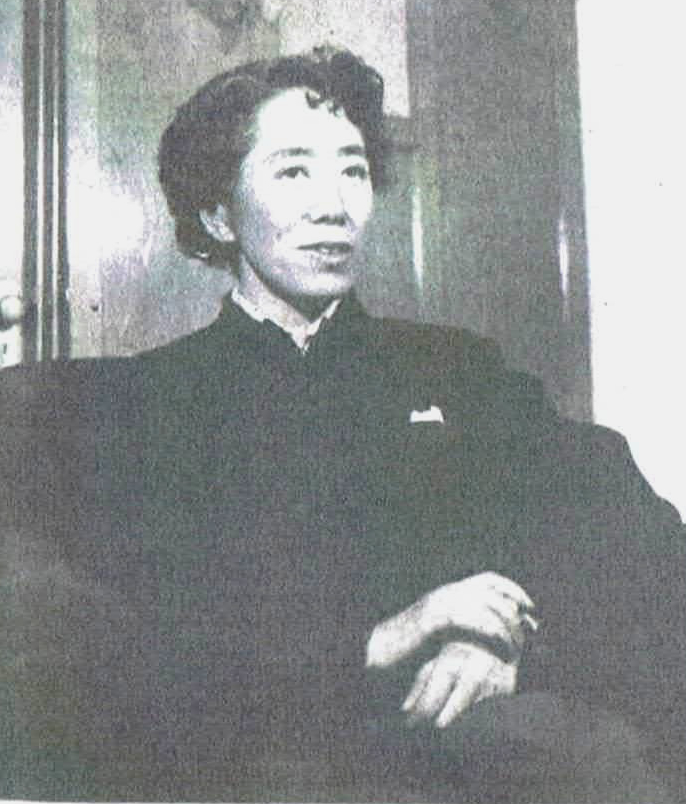
読売新聞社『家庭よみうり』374号（1954年）より

秋元 松代（あきもと まつよ、1911年1月2日 - 2001年4月24日）は、日本の女性劇作家。俳人の秋元不死男は兄。

## 経歴
神奈川県横浜市生まれ。横浜吉田小学校卒業。病身と貧困のためそれ以上の進学は叶わなかった。
秋元家は北足立郡美本町美女木の庄屋の出で代々医家でもあったが、祖父の死後家運傾き、婿養子の父・茂三郎は横浜元町で漆器輸出業を営むも成功せず、松代3歳のときに死去、母が和裁の賃仕事などをして家計を支えた。松代は七人の兄弟姉妹の次女で、長兄は幼時に病死、次兄は秋元不死男（不二男）、三兄は共産党員から転向して古書店を経営、戦時中の予防拘禁を経て戦後は作家を目指した。四兄は30歳で結核死、妹は出生すぐ他家に養子に出され、長崎で原爆死した。
左翼思想を口にしながら家庭では暴君のようにふるまう兄たちを嫌悪し、総領の不二男のみを大切にする母親にも不満を感じていた松代は、結核を患いながらも二十歳で一人暮らしを始める。横浜大空襲で実家が倒壊し、戦後も次兄、三兄の逮捕や四兄の入院、自殺未遂など面倒事の処理を任されて肋膜炎にかかり、口先では大層なことばかり言いながら松代の犠牲を当然として慢心している兄たちを嫌った。
1946年に友人の紹介で三好十郎の戯曲研究会に入り、30歳を過ぎてから戯曲を書き始める。1947年初の戯曲「軽塵」を発表。1949年「礼服」が俳優座で上演され、注目を集めた。三好に傾倒していたが、上演を反対するなど「君は僕の商売敵になった」といって松代の自立を邪魔する三好と決別し、ラジオドラマやテレビドキュメンタリーなど放送関係の仕事を中心にする。
1960年の『村岡伊平治伝』は、東南アジアの女衒だった男を描いた。1964年に『常陸坊海尊』で田村俊子賞受賞。1965年にテレビドラマ『海より深き』（RKB毎日放送）で、柳田國男のいう和泉式部のかさ病み伝承は和泉式部を名乗る女の集団が伝えたという説に基づく劇を創作。この作品は芸術祭賞を受賞し、1969年に『かさぶた式部考』として戯曲化され、、『文藝』（河出書房新社）6月号において発表、同年11月単行本『かさぶた式部考・常陸坊海尊』(河出書房新社)刊行。これにより、毎日芸術賞を受賞。1976年、『七人みさき』で読売文学賞受賞。
1979年の『近松心中物語』は、蜷川幸雄の演出で帝国劇場で上演され、秋元としては初めて大衆的な人気を得た作で、以後繰り返し上演されている。この系列のものとして、『元禄港歌』『南北恋物語』がある。
戦後を代表する女性劇作家で、完全主義者の孤高の作家と言われた。
独身を通し、晩年は湘南の高齢者用マンションに暮らしていた。2001年、肺がんにて死去。
2002年、『秋元松代全集』（全5巻、筑摩書房）が刊行される。
2001年創設の朝日舞台芸術賞（主催：朝日新聞社）に、演劇を対象に芸術性と娯楽性を兼ね備えた作品・個人・団体に対して与えられる秋元松代賞が設けられたが、朝日舞台芸術賞は2009年から休止となった。

## 受賞[8]
- 芸術祭賞(奨励賞,ラジオ部門,第15回,昭35年度)「常陸坊海尊」
- 田村俊子賞(第5回)〔昭和39年〕「常陸坊海尊」
- 芸術祭賞(演劇部門,第23回,昭43年度)「常陸坊海尊」
- 毎日芸術賞(第11回)〔昭和44年〕「かさぶた式部考」
- 読売文学賞(戯曲賞,第27回)〔昭和50年〕「七人みさき」
- 紀伊国屋演劇賞(第10回)〔昭和50年〕「アディオス号の歌」
- 菊田一夫演劇賞(第4回,昭53年度)〔昭和54年〕「近松心中物語」
- 紫綬褒章〔昭和54年〕
- 演劇功労者(第6回)〔昭和60年〕

## 著書
- 『蝶の夢』 宝文館ラジオ・ドラマ新書 1955
- 円地文子『女舞』構成 講談社 1960／講談社 ロマン・ブックス1962
- 『秋元松代戯曲集』文学散歩出版部 1962
- 『マニラ瑞穂記・常陸坊海尊』牧羊社 1964
- 『かさぶた式部考・常陸坊海尊』河出書房新社 1969／講談社文芸文庫 1996
- 『戯曲と実生活』平凡社 1973
- 『菅江真澄 常民の発見』（日本の旅人）淡交社 1973
  - 『菅江真澄』（朝日評伝選）朝日新聞社 1977
- 『アディオス号の歌』新潮社 書下ろし新潮劇場 1975
- 『七人みさき』河出書房新社 1975
- 『秋元松代全作品集』全3巻 大和書房 1976
- 『氷の階段』朝日新聞社 1979
- 『元禄港歌・近松心中物語』新潮社 1980
- 『それぞれの場所』早川書房 1992
- 『秋元松代全集』全5巻 筑摩書房 2002

## 関連文献
- 相馬庸郎「「かさぶた式部考」論 : 秋元松代ノート」『日本文学』第42巻第4号、日本文学協会、1993年、54-62頁、doi:10.20620/nihonbungaku.42.4_54、ISSN 03869903、CRID 1390001205777564672。